# Alejandro Jiménez (narcotraficante)
Alejandro José Jiménez González, más conocido como "El Palidejo" (Alajuela, 27 de marzo de 1974), es el líder de una organización internacional de la droga en Centroamérica, también conocida como el Cártel Centroamericano, además se le conoce especialmente por ser declarado culpable como autor intelectual del ataque a balazos que provocó la muerte del cantautor argentino Facundo Cabral.

## Trayectoria
En Costa Rica, Alejandro Jiménez tenía antecedentes por fraudes con tarjetas de crédito y era sospechoso de lavado de dinero, inexplicablemente tenía una gran cantidad de dinero sin reportar ante el estado una forma de generar muchos ingresos, entre otras posesiones, tenía en su país propiedades valoradas en más de $2 millones, un menaje valorado en más de $1 millón o 10 automóviles de último modelo.
El Fiscal Subrogante Guillermo Hernández confirmó que, entre 2002 y 2009, Jiménez fue presentado en cuatro ocasiones ante el Ministerio Público de Costa Rica por fraudes con tarjetas de crédito pero las causas nunca llegaron a juicio. En el 2009 Jiménez pasó de vivir en una humilde vivienda a vivir en una mansión de ₡1000 millones sin necesidad de pedir un crédito.
En 2010, mientras la Policía investigaba un caso de narcotráfico, el nombre de Jiménez apareció en unas intervenciones telefónicas y a finales de ese año  la Fiscalía le abrió una pesquisa por legitimación de capitales, los padres y la esposa del Palidejo también estaban siendo investigados por presuntamente colaborar con delitos de legitimación de capitales.  
El Palidejo también falsificaba su identidad y en algunas ocasiones se hizo pasar por un hombre de nacionalidad nicaragüense llamado José Fernando Treminio Díaz, utilizando una cédula de identidad nicaragüense falsa.
Además según el diario colombiano El Tiempo, sus contactos colombianos le habían tramitado “cédula y pasaporte original” colombianos y expedidos con el nombre de Carlos Emilio Cardona Martín. 
Según Michael Vigil, exagente especial de la agencia federal antidrogas de los Estados Unidos (Administración de Control de Drogas de los Estados Unidos, DEA, por sus siglas en inglés), Jiménez movía grandes cantidades de cocaína para los Rastrojos hacia Centroamérica, principalmente por Guatemala, y le entregaba toneladas de droga a los carteles mexicanos, incluido el de Sinaloa.
Vigil, retirado en 2004, y quien trabajó encubierto en Colombia y México, reveló que el costarricense también lavaba millones de dólares (en bancos y compra de propiedades) para los mexicanos. En esencia, era la bisagra entre varios de los narcotraficantes más buscados por la justicia estadounidense.
Además la policía colombiana también señaló al Palidejo como enlace entre el Cártel de Sinaloa liderado por Joaquín “El Chapo” Guzmán en México, y la organización de los hermanos "Comba", Javier Antonio Calle Serna y Luis Enrique Calle Serna alias "Comba" o "Combatiente", narcotraficantes colombianos, cabecillas del grupo narcoparamilitar "Los Rastrojos".
El Palidejo era buscado como el principal sospechoso del ataque a balazos que mató a Facundo Cabral, cuando se trasladaba en un vehículo desde un hotel en la capital de Guatemala hacia el Aeropuerto Internacional La Aurora, luego de ofrecer dos conciertos en esa ciudad. Según las indagaciones de la policía guatemalteca, el objetivo era el empresario nicaragüense Henry Fariñas, quien había contratado al cantautor argentino para las actuaciones y viajaba en el mismo automóvil atacado por los sicarios. Fariñas resultó herido pero sobrevivió a la emboscada y se convirtió en uno de los principales testigos en la investigación del crimen, en la que acusó ante la justicia guatemalteca a Jiménez de ser el autor intelectual del ataque. 
La fiscalía de Guatemala manejó las hipótesis de que Jiménez contrató a tres sicarios para asesinar al nicaragüense Henry Fariñas, supuestamente porque éste no le quiso vender un casino o un establecimiento nocturno en Costa Rica. Otras versiones extraoficiales indicaron que hubo una transacción fallida de lavado de dinero. 
En el año 2012, en Nicaragua se descubrió una red de apoyo del crimen organizado que operaba presuntamente bajo el liderazgo de Alejandro Jiménez, alias “El Palidejo”. Se trataba del cartel "Los Charros" (red que operaba en Centroamérica) ligada a la organización criminal La Familia Michoacana de México, también trascendió que Henry Fariñas estaba vinculado con esta red de narcotráfico.
Henry Fariñas fue condenado a 30 años de prisión en Managua, Nicaragua, al ser declarado culpable de los delitos de tráfico internacional de drogas, lavado de dinero y crimen organizado.
Los hermanos Calle Serna fueron identificados como las personas que protegerían a Jiménez cuando llegara a Colombia, según afirmó el presidente de ese país, Juan Manuel Santos. En diciembre de 2011, en el diario colombiano El Tiempo, se divulgó que los hermanos Calle Serna negociaban su entrega a la justicia de su país y un trato benevolente con la justicia estadounidense, por medio de la DEA.
El ataque armado dirigido contra Fariñas ocurrió después de que la fiscalía de Nueva York presentó la acusación contra 16 sujetos, identificados como miembros de los Rastrojos y solicitó su captura. La orden fue emitida por una corte de Brooklyn. En el expediente (abierto desde 2006) se les acusa de ser sospechosos de traficar al menos 33.1 toneladas de cocaína por Centroamérica, con la intención de enviarla a los Estados Unidos, entre enero de 2004 y febrero de 2011. La captura de Jiménez ocurrió nueve meses después del asesinato de Cabral, y después de iniciada la acusación contra los Rastrojos y sus cabecillas en Nueva York. 
Alejandro Jiménez fue detenido el lunes 12 de marzo del 2012, en Bahía Solano del departamento de Chocó en Colombia, zona ubicada en la frontera entre Colombia y Panamá, dentro del territorio colombiano. Minutos después fue confirmado en el sitio de Internet de Interpol.
La Policía Nacional de Colombia confirmó la identidad de "El Palidejo" a través de sus huellas dactilares. Jiménez, habría intentado ingresar a territorio colombiano por vía marítima, pero habría caído en manos de la Agencia de Inteligencia Civil Colombiana. Días después fue extraditado a Guatemala por el caso Cabral, donde fue condenado a 50 años de prisión por el asesinato de Facundo Cabral y el intento de homicidio contra Henry Fariñas, el 7 de abril de 2016.
Cuatro cómplices más del Palidejo también fueron sentenciados a penas mayores a los 50 años de cárcel.
Los padres y la esposa del Palidejo se dieron a la fuga desde el 2012, el Organismo de Investigación Judicial (OIJ) de Costa Rica y la Interpol los buscó por delitos de legitimación de capitales hasta el 2022.
En el 2018, Jiménez González dio declaraciones para algunos medios de comunicación en una entrevista por videollamada desde la cárcel de Guatemala, en ese entonces aseguró que le había pagado mucho dinero a Mauricio Boraschi exjefe de la Dirección de Inteligencia y Seguridad (DIS) de Costa Rica para que lo alertara sobre los pasos de la Policía, mientras se mantuvo en fuga, por lo que el Ministerio Público de Costa Rica abrió una investigación en contra de Boraschi por supuestamente haber aceptado sobornos del Palidejo, Boraschi respondió que las declaraciones del Palidejo eran totalmente falsas.
Después de la condena de Jiménez, el Instituto Costarricense Contra las Drogas (ICD) decomisó casi todos los bienes del Palidejo, en el 2014 puso a la venta una lujosa casa del narcotraficante ubicada en una zona residencial de Alajuela.
Desde 2021, el Palidejo pidió a través de su abogado que se dejara de buscar a sus familiares por lavado de dinero ya que la causa contra ellos debía prescribir en agosto del 2021, además pidieron que todos sus bienes les fueran devueltos, en el año 2022 el Juzgado Penal de Alajuela acogió un incidente de prescripción de la causa por legitimación de capitales contra los familiares del Palidejo.